# Moschea Kubelie
La moschea Kubelie (in lingua albanese: Xhamia e Kubeliesë) è una moschea situata a Kavajë, in Albania.

## Storia
Nel 1736 venne costruita dall'ottomano Kapllan Beu una moschea chiamata "moschea Vecchia" (Xhamija e Vjetër); localizzata nella strada principale della città, distava circa settanta metri dalla Kubelie. Venne però distrutta dal regime comunista di Enver Hoxha nel 1967. La Kubelie, sorta per sostituire il l'antico edificio di culto scomparso, è quindi al contrario molto giovane, essendo la sua costruzione datata solo 1994.
È descritto come un "grande e bellissimo edificio, con una cupola e una peristasi. Facciate di marmo si innalzano al di sotto degli alberi di cipresso, con le loro colonne bizantine e gli archi arabi...".

## Galleria d'immagini

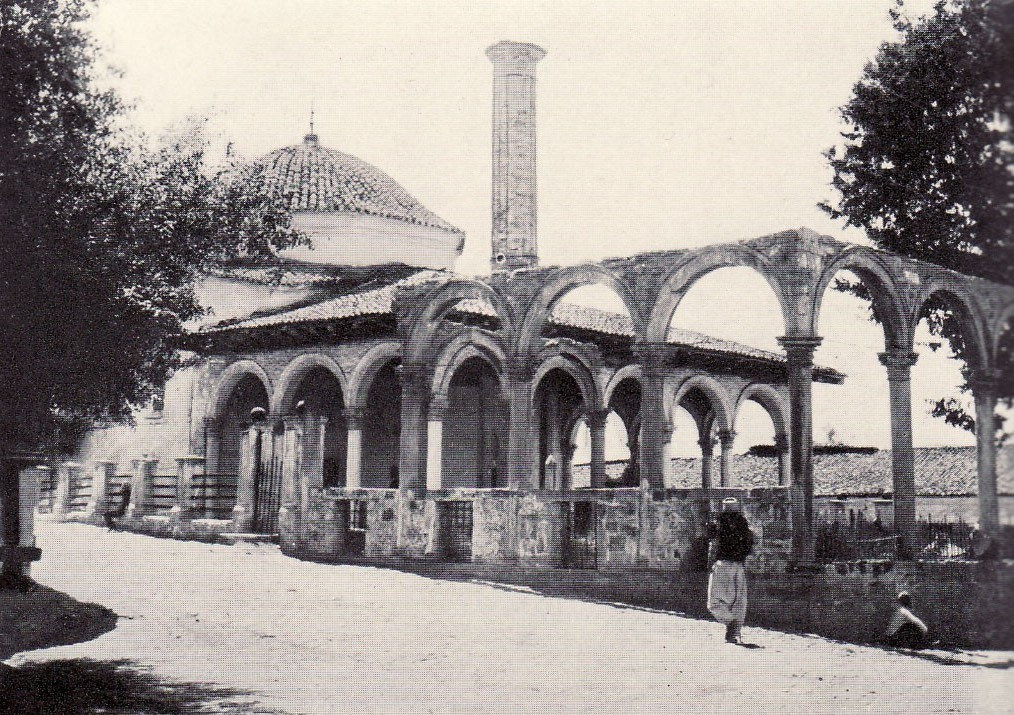
La moschea nel 1939
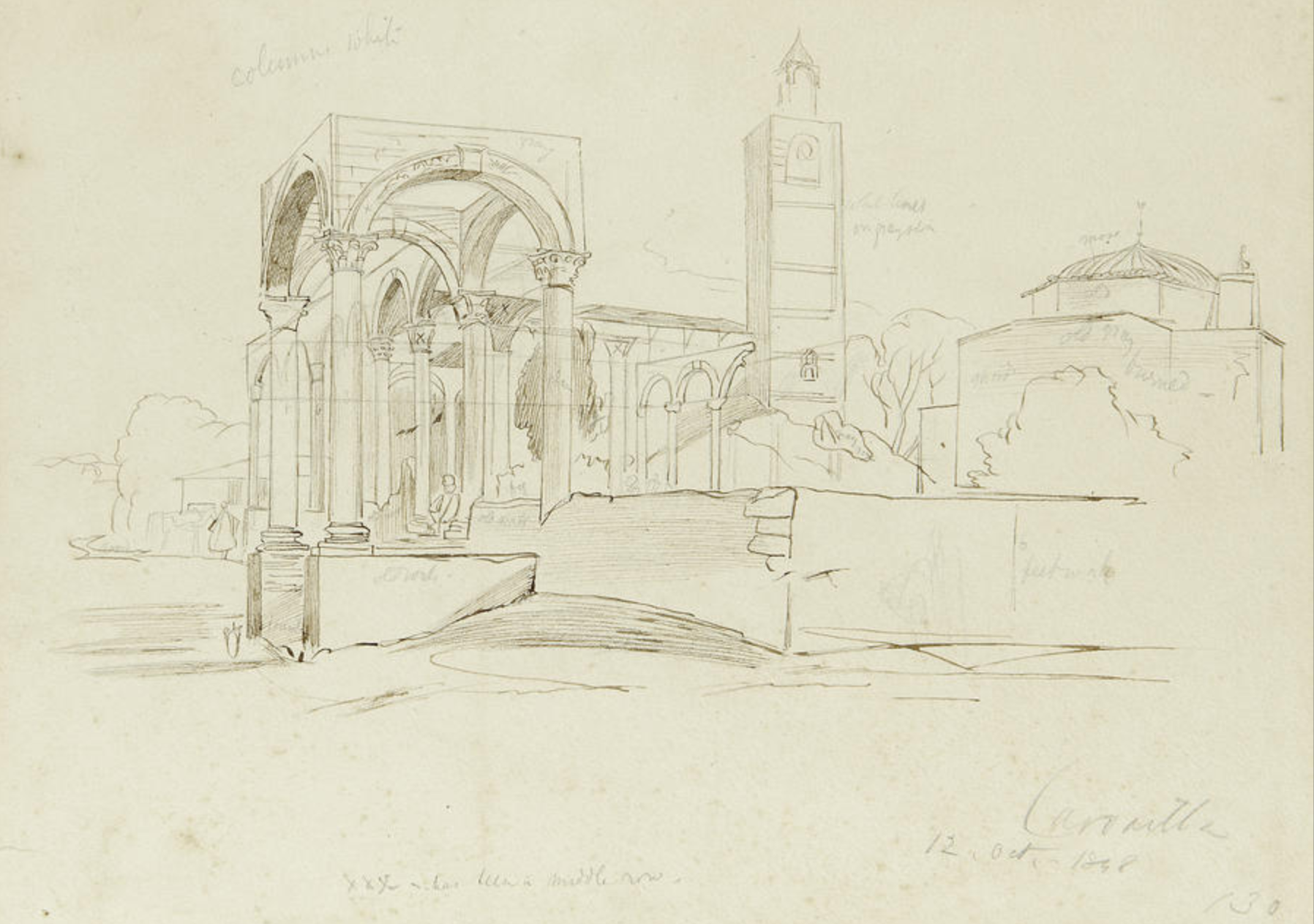
Disegno a matita della moschea con, alle spalle, la torre dell'orologio (Edward Lear, c.1848).